# フジパン
フジパン株式会社（英: Fuji Baking Co., Ltd.）は、愛知県名古屋市瑞穂区に本社を置く日本の製パン企業。フジパングループ本社（持株会社）の子会社。日本パン工業会会員。山崎製パン、敷島製パンとともに製パン大手3社の一角を占める日本第2位の製パン会社である。
2006年7月1日付で持株会社制に移行し、フジパングループ本社株式会社へ商号変更、同日付で製造販売部門をフジパン株式会社（新法人）へ会社分割した。

## 歴史

### 金城軒の創業
1922年（大正11年）5月1日に名古屋市中区長岡町で舟橋甚重が「金城軒」として菓子とパンの製造小売店を創業したのが始まりである。
しかし、戦時体制下での企業整備により、1942年（昭和17年）に企業整備令により強制廃業となった。

### 富士精糧工業としての再開
1946年（昭和21年）3月に愛知県食糧課からパン委託加工工場としての許可を取得して、同年5月1日に、名古屋市瑞穂区豊岡通2-68で「富士精糧工業」の屋号でパン委託加工工場として再開した。
この「富士」という名称は、「安田善次郎の生き方を身につける」ことを目指して旧・安田銀行の新名称の「富士銀行」からとったものであると同時に、舟橋甚重（ふなはしじんじゅう）の姓名の頭文字「ふ」と「じ」を合わせたものとして名付けたとされる。
なお、この戦後の製パン業の再開時には、所有地の売却で資金を得ようとしたが実現せず、やむを得ず、家財道具や自宅の畳などを手放して窯やミキサーなどの生産設備を調達し、収穫したサツマイモと小麦を交換して原材料を調達している。
このパンの委託加工は好調であったが、「ふすま」の入った原材料で加工することが多く、企業整備の際も「配給パン」の製造で事業を継続して製パン業者の様な白い本来のパンでなかったことから、同年中に同業者13軒と共に「配給パン」の製造許可を得て、本来のパンの製造を再開した。

### 富士製パンの設立から大手製パン会社へ
1951年（昭和26年）2月6日に名古屋市瑞穂区豊岡通に資本金50万円で（初代）富士製パン株式会社を設立し、和洋菓子の製造・販売も再開した。
1952年（昭和27年）9月30日に名古屋市瑞穂区松園町の約3000坪の敷地に本社・名古屋工場を移転し、オートメーション化した連続製パン機を導入し、
1960年（昭和35年）に日本の製パン業界で初めて全商品の自動包装化を実現するなどパン製造の機械化・自動化を進めた。
1959年（昭和34年）9月26日の伊勢湾台風では、当社も被災したものの一日10万食の救援パンの製造を受託し、その包装パンが被災者たちに好評で、同時に実施された地下街での減価販売などと相俟って主婦から感謝の手紙などが届けられた逸話が残っている。
1964年（昭和39年）9月11日に米国・アーノルド・ベーカーズ・インコーポレイテッドと冷凍パンの技術について提携し、1966年（昭和41年）2月1日にはフジパンストアー株式会社を設立してインストアベーカリー部門に進出し、同年9月1日に冷凍パン事業を開始した。
当社のこうした攻勢などの影響により、製造直販を売りにしていた中小の製パン業者は苦境に追い込まれ、愛知県内の製パン業者数は1964年（昭和39年）の約400軒から1967年（昭和42年）には170軒まで減少したとされる。

### 提携を駆使した事業の拡大
日本に於ける食パンラインの嚆矢とされる工場であった「新日本製パン」の株式の70％を1969年（昭和44年）末に取得して資本提携して傘下に入れた。
1970年（昭和45年）6月1日に「昭和堂」と「（2代目）冨士製パン」を合併した。
また、ビスケットメーカーのフジタ製菓と共に富士製菓を設立し、1970年（昭和45年）6月に認可を得て米国第2位のビスケットメーカーのサンシャインと技術提携し富士製菓から日本サンシャインへ社名を変更した。
そして、同年9月に愛知県丹羽郡大口町の大口工場で生産を開始し、同年10月に「ハイホークラッカー」を発売した。
1971年（昭和46年）11月にピザメーカーの米国・インターナショナル・アイセプタンスと提携し、1972年（昭和47年）9月にグリーンフーズを設立し、ピザハウス第1号店「ポルポ」を名古屋駅前の豊田ビルに出店した。
そして、同年12月から西春工場で生産した冷凍ピザ・「ポルポ」を中京地区と関東地区で発売した。
また、この間にユニーと共同出資で「株式会社富士カントリー」を設立し、1972年（昭和47年）に富士カントリー可児クラブを開設した。
1978年（昭和53年）にはサンドイッチ店チェーン・「フジクック」の1号店「ピクルス」を名古屋駅前の豊田ビル地下に出店した。
日本マクドナルド向けのパンズの納入は当初は第一屋製パンが一手に引き受けていたが、契約期限切れの際にパンズの専用ラインまたは専用工場と専用の配送システムを求めたが第一屋製パンが応じなかったため、1978年（昭和53年）9月で同社との契約が終了し、同年10月1日から当社が日本マクドナルド向けのパンズの納入を開始した。
そして、同社向けに食材や包装資材の納入業務を行う「株式会社富士エコー」を設立し、1979年（昭和54年）7月1日に営業開始した。
なお、日本マクドナルド向けのパンズの納入は当社の独占ではなく、リョーユーパンやオキコも手掛けている。

### 提携による地方や海外への進出
1980年（昭和55年）1月に永井パンと業務提携した。
1981年（昭和56年）1月29日に瀬戸内パンと業務提携して同年3月から生産を委託して中国・四国地方での生産・販売を強化することになった。
1982年（昭和57年）6月28日に認可を受けて、同年7月1日に武蔵工場に「フジパン高等職業訓練校」を開校した。
1983年（昭和58年）に零細規模の特約店を少額投資で活性化させることを目的として「フジファミリーショップ」という店舗面積約30m2の新たな店舗業態の展開を始めた。
また、富士カントリーのパネトーネ種の酵母によるロングライフ・パンのプロジェクトを発展させる形で、1984年（昭和59年）6月18日に株式会社コモを設立した。
1984年（昭和59年）9月5日に日魯漁業（現マルハニチロ）と業務提携して「あけぼのパン株式会社」に50％を出資して傘下に入れ、東京都内に系列工場を持つことになった。
1985年（昭和60年）3月にオアフ島南ベレトニアストリート2065にフジパン・オブ・ハワイの本社・工場を開設した。
「徳島中央製パン株式会社」と資本・業務提携して50％を出資して傘下に入れ、1985年（昭和60年）6月から当社ブランドでのパン・和洋菓子の製造を行わせ、香川県・徳島県に本格的に進出した。
池田製菓の倒産の影響で信用不安が生じた同社のパン販売子会社イケダを1986年（昭和61年）7月に買収して九州に進出した。
そして、同社が所有していた熊本県北部町の用地に、1987年（昭和62年）5月に熊本工場、福岡県新宮町の用地に1987年（昭和62年）6月に福岡工場を開設した。
1986年（昭和61年）12月に、フジパンが74%でハチソンが36%を出資して「コモベーカリー香港」を設立して香港島のアバディーンにあった「パークンショップ」内に1号店(店舗面積は約100m2)を開店して香港に進出した。
「イービーシラサヤ」と業務提携して1987年（昭和62年）10月から同社で当社ブランドの菓子パン等の生産を開始することになった。
1988年（昭和63年）1月に「株式日立フジ」を吸収合併して千葉工場を開設し、同年12月9日にタイヨー加治木店に焼き立てパンの直売店「ボンフランス」を開店して南九州に初出店した。

### 平成以降の事業展開
主力の製パン事業では、1990年（平成2年）7月17日に神戸市六甲アイランドに神戸工場を開設したが、1995年（平成7年）1月の阪神・淡路大震災では六甲アイランドにあった神戸工場が被災してガス・水道・橋などのインフラの被害も大きかったことから操業休止を余儀なくされた。
1980年（昭和55年）1月に業務提携した「株式会社永井製パン工場」を1995年（平成7年）1月にを買収し、1998年（平成10年）7月に広島販売部が営業開始するなど広島地区の事業の強化を図った。
また、その間の1996年（平成8年）4月にトーヨ製パン・ハチキョーベーカリー・徳島中央製パンの3社を合併させ、「株式会社四国フジパン」を発足させた。
2017年（平成29年）1月1日に「株式会社イースト・ボルト・ジャパン」を買収。
また、1993年（平成5年）3月に「かんたんトースト」を発売し、同年秋に「本仕込」を横浜工場で製造開始して発売して主力商品とするなど製品開発も進めた。
ベーカリー事業では、1990年（平成2年）2月にフジパングループ12社の出資で設立し、ベーカリーの経営に関する総合的な支援を事業化した、1992年（平成4年）6月に埼玉県桶川市に総合研修センターを開設した。
同年11月に「九州フジパンストアー株式会社」を設立し、同社が2004年（平成16年）11月に「東部フジパンストアー株式会社」を吸収合併し、2008年（平成20年）6月に「北越フジパンストアー株式会社」を設立するなど地方でのベーカリー子会社の整備を進めた。
また、弁当・総菜・調理パンなどの製造販売事業では、1993年（平成5年）10月に「株式会社日本デリカフレッシュ」を設立し、同年11月には「株式会社日本フーズデリカ」と「株式会社フジデリカ」を設立と子会社を相次いで設立など事業網を整備。
1994年（平成6年）6月にミニストップに焼き立てパン「HOT EXPRESS 手作り工房」の供給を開始した。
2002年（平成14年）3月に「株式会社フジデリカ」・「株式会社日本デリカフレッシュ」・「株式会社日本フーズデリカ」・「株式会社日本デリカーナ」の中間持ち株会社の「株式会社富士でりかぐるーぷ本社」を設立し、2004年（平成16年）6月に「株式会社日本デリカフレッシュ」が「株式会社日本デリカーナ」を吸収合併させるなど弁当・総菜・調理パンなどの製造販売事業の集約化を図った。
2008年（平成20年）7月に「株式会社富士でりかぐるーぷ本社」を、2017年（平成29年）1月に「株式会社日本フーズデリカ」を「フジパングループ本社」が吸収合併し、弁当・総菜・調理パンなどの製造販売事業は「株式会社フジデリカ」と「株式会社日本デリカフレッシュ」の2社に集約した。

## 沿革
- 1922年（大正11年）5月1日 - 名古屋市中区長岡町で舟橋甚重が「金城軒」として菓子とパンの製造小売店を創業[2]。「名古屋の天寸閣に輝く金の鯱のように、地元に愛される店にしたい」という創業者の想いが込められている。
- 1942年（昭和17年） - 企業整備令により強制廃業[4]。
- 1946年（昭和21年）
  - 3月 - 愛知県食糧課からパン委託加工工場としての許可を取得[5]。
  - 5月1日[6] - 「富士精糧工業」の屋号でパン委託加工工場として再開[8][62]。
  - 同業者13軒と共に「配給パン」の製造許可を得て、本来のパンの製造を再開[5]。
- 1951年（昭和26年）2月6日 - 名古屋市瑞穂区豊岡通に資本金50万円で「（初代）富士製パン株式会社」を設立し[6]、和洋菓子の製造・販売も再開[8]。
- 1952年（昭和27年）9月30日 - 名古屋市瑞穂区松園町の約3000坪の敷地に本社・名古屋工場を移転[6]。
- 1959年（昭和34年）5月 - 「フジパン販売株式会社」を設立[63]。
- 1961年（昭和36年）
  - 1月 - 愛知県豊明町に約15,000坪の敷地を取得[6]。
  - 9月 - 豊明工場が操業開始[広報 5]。第一工場[6]。
- 1963年（昭和38年）
  - 2月 - 愛知県豊明町に第二工場を建設[6]。
  - 11月 - 「フジパン販売株式会社」を合併し、「（初代）フジパン株式会社」となる[6]。
- 1964年（昭和39年）
  - 3月 - 「株式会社フジパン」を設立し、大阪府枚方市に枚方工場を新設[64]。
  - 9月11日 - 米国・「アーノルド・ベーカーズ・インコーポレイテッド」と冷凍パンについて技術提携[16]。
  - 12月 - 愛知県豊明町に第三工場を建設[6]。
- 1965年（昭和40年）12月 - フジパン株式会社を合併[6]。
- 1966年（昭和41年）
  - 2月1日 - フジパンストアー株式会社を設立し、インストアベーカリー部門に進出[17]。
  - 4月 - 「（2代目）冨士製パン株式会社」を設立[広報 8]。
  - 9月1日 - 冷凍パン事業を開始[18]。
  - 9月 - 西春日井郡西春町の西春工場が操業開始[広報 5]。
- 1967年（昭和42年）
  - 4月12日 - 東京神田直売店を開店[65]。エリザベス・アーノルド富士財団を設立[66]。
  - 5月 - 埼玉県草加市の東京第一工場[65]が操業開始[広報 5]。
- 1968年（昭和43年） - 「竹島パン」を買収[67]。
- 1969年（昭和44年）
  - 5月 - 埼玉県入間市の武蔵工場が操業開始[広報 5]。
  - 6月 - 「アーノルド·フジ株式会社」を設立[68]。
- 1970年（昭和45年）
  - 3月 - 日本万国博覧会（大阪万博）に「ロボット館」を単独出展[69]。
  - 6月1日 - 「株式会社昭和堂」と「（2代目）冨士製パン株式会社」を合併[22]。
  - 6月 - アメリカの「サンシャイン·ビスケット社」と技術提携して「日本サンシャイン株式会社」を設立[70]。
  - 12月 - 横浜工場が操業開始[広報 5]。
- 1971年（昭和46年）[71] - ユニーと共同出資で「株式会社富士カントリー」を設立[29]。
- 1975年（昭和50年） - 「アメリカンスナックサンド」を中部地区で発売[72]。
- 1977年（昭和52年）
  - 4月 - 「アーノルド·フジ株式会社」を吸収合併[広報 5]。
- 1978年（昭和53年）
  - 4月1日 - 「富士ブロード」を「帝国食品」と合併させると同時に増資を引き受け、「帝国食品」社長などの取締役を派遣し、傘下に入れる[71]。
  - 8月 - 「株式会社ミックメート」を買収[広報 5]。
  - 10月1日 - 日本マクドナルド向けのパンズの納入を開始[35]。
  - サンドイッチ店チェーン「フジクック」の1号店「ピクルス」を名古屋駅前の豊田ビル地下に出店[30]。
- 1979年（昭和54年）
  - 7月1日 - 日本マクドナルド向けの食材や包装資材の納入業務を行う「株式会社富士エコー」を設立し、営業開始[36]。
  - 10月1日 - マスコットキャラクター「しあわせの森の妖精たち」のパッケージ使用を開始[73]。
- 1980年（昭和55年）
  - 1月 - 「永井パン」と業務提携[38]。
  - 4月 - 「山陽フジパン株式会社」を設立[広報 5]。
- 1981年（昭和56年）
  - 1月29日 - 「瀬戸内製パン株式会社」と業務提携[39]。
  - 1月 - 岡山販売部が営業開始[広報 5]。
  - 3月 - 「瀬戸内製パン株式会社」での委託生産を開始[39]。
  - 3月 - 「テイショク」（旧・帝国食品）の株式をポーラ化粧品の関連会社に売却し、グループから離脱[71]。
- 1982年（昭和57年）
  - 3月 - 「日本サンシャイン株式会社」を買収[広報 5]。
  - 6月28日 - 「フジパン高等職業訓練校」の認可を受ける[40]。
  - 7月1日 - 武蔵工場に「フジパン高等職業訓練校」を開校[40]。
- 1983年（昭和58年） - 「フジファミリーショップ」の展開を開始[41]。
- 1984年（昭和59年）
  - 5月 - 「トーヨ製パン株式会社」を買収[広報 5]。
  - 6月 - 四国販売部が営業開始[広報 5]。
  - 6月18日 - 株式会社コモを設立[43]。
  - 9月5日 - 日魯漁業（現マルハニチロ）と業務提携し、「あけぼのパン株式会社」に50％を出資[44]。
  - 「ボナール」を設立し、名古屋市名東区の上社駅前にベーカリー併設レストランの「メゾン・ド・ボナール」第1号店を開店[15]。
- 1985年（昭和60年）
  - 3月 - オアフ島南ベレトニアストリート2065に「フジパン・オブ・ハワイ」の本社・工場を開設[45]。
  - 3月 - 「あけぼのパン株式会社」を買収[広報 5]。
  - 6月 - 「徳島中央製パン株式会社」と資本・業務提携して傘下に入れ、当社ブランドでの製造を開始[46]。
- 1986年（昭和61年）
  - 1月 - 「瀬戸内製パン株式会社」を買収[広報 5]。
  - 6月 - 「タカラ食品工業株式会社」を買収[広報 5]。
  - 7月 - 池田製菓のパン販売子会社「株式会社イケダ」を買収[広報 5]。
  - 7月 - 「株式会社いけすぎ」を買収[広報 5]。
  - 7月 - 「あけぼのパン株式会社」がオーブンフレッシュベーカリー「パンコキール」の展開を開始[74]。
  - 12月[51] - ハチソンと共同出資して「コモベーカリー香港」を設立[52]。
- 1988年（昭和63年）
  - 1月 - 「株式日立フジ」を吸収合併して千葉工場を開設[広報 5]。
  - 12月9日 - タイヨー加治木店に焼き立てパンの直売店「ボンフランス」を開店し、南九州に初出店[54]。
- 1990年（平成2年）
  - 2月 - 「株式会社ベーカリーシステム研究所」を設立[広報 5]。
  - 7月17日 - 神戸市六甲アイランドに神戸工場を開設[55]。
  - 11月 - 「九州フジパンストアー株式会社」を設立[広報 5]。
- 1992年（平成4年）6月 - 埼玉県桶川市に「株式会社ベーカリーシステム研究所」が総合研修センターを開設[60]。
- 1993年（平成5年）
  - 3月 - 「かんたんトースト」を発売[58]。
  - 10月 - 「株式会社日本デリカフレッシュ」を設立[広報 5]。
  - 11月 - 「株式会社日本フーズデリカ」を設立[広報 5]。
  - 11月 - 「株式会社フジデリカ」を設立[広報 5]。
  - 秋 - 「本仕込」を横浜工場で製造開始して発売[59]。
- 1994年（平成6年）6月 - ミニストップに焼き立てパン「HOT EXPRESS 手作り工房」の供給を開始[61]。
- 1995年（平成7年）
  - 1月 - 阪神・淡路大震災で六甲アイランドにあった神戸工場が被災し、操業休止[56]。
  - 1月 - 「株式会社永井製パン工場」を買収[広報 5]。
- 1998年（平成10年）
  - 7月 - 広島販売部が営業開始[広報 5]。
- 2000年（平成12年）
  - 2月 - 「株式会社西部エフビーエス」を設立[広報 5]。
  - 4月 - 長崎販売部が営業開始[広報 5]。
- 2002年（平成14年）
  - 3月 - 「株式会社富士でりかぐるーぷ本社」を設立[広報 5]。
- 2004年（平成16年）
  - 6月 - 「株式会社日本デリカフレッシュ」が「株式会社日本デリカーナ」を吸収合併[広報 5]。
  - 11月 - 「九州フジパンストアー株式会社」が「東部フジパンストアー株式会社」を吸収合併[広報 5]。
- 2006年（平成18年）
  - 5月1日 - 「中国フジパン株式会社」が「四国フジパン株式会社」を吸収合併[広報 1]。
  - 7月1日 - フジパン株式会社は会社分割により「（2代目）フジパン株式会社」を新設し、当社は「フジパングループ本社株式会社」に社名を変更[広報 1]。
  - 7月 - しもつま鯨工業団地（茨城県下妻市）で下妻工場を稼働[広報 9]。
- 2008年（平成20年）
  - 6月10日 - 「北越フジパンストアー株式会社」を設立[広報 10]。
  - 7月1日 - 「株式会社富士でりかぐるーぷ本社」を吸収合併[広報 10]。
- 2010年（平成22年）
  - 4月12日 - 「株式会社東北フジパン」を設立[広報 11]。
  - 7月1日 - 「株式会社富士エコー」が「（初代）株式会社シルビア」を吸収合併[広報 7]。
- 2011年（平成23年）
  - 10月1日 - 「株式会社東北フジパン」の仙台工場が本格稼動[広報 12]。
- 2012年（平成24年）
  - 7月30日 - 「（2代目）株式会社シルビア」を設立[広報 13]。
- 2017年（平成29年）
  - 1月1日 - 「株式会社イースト・ボルト・ジャパン」を買収[広報 6]。
  - 1月1日 - 「株式会社日本フーズデリカ」を吸収合併[広報 14]。

## 主な製品
- 「本仕込」シリーズ

1993年（平成5年）秋に発売した主力商品。
炊き立てご飯の様なもっちりとした粘りと柔らかさのある触感が特徴のパンである。
最初に発売した角形の「本仕込み食パン」が主力商品で、発売開始から1年半の間に「山形本仕込み食パン」と「本仕込レーズン食パン」の食パンの他に、「本仕込バターロール」と「本仕込レーズンバターロール」のバターロールも発売された。その後に「ネオバターロール・本仕込シリーズ」なども展開されている。
- 「ネオバターロール」シリーズ

液状のマーガリンを注入して生地にたっぷり油脂が配合したことで、塗る手間が省けるロールパン。
「ネオバターロール」・「ネオレーズンロール」・「ネオ黒糖ロール」などの定番商品がある。
- 「スナックサンド」シリーズ

具材を食パンで挟み、4辺を圧着して外側の耳を切り落とした形状のサンドイッチを1975年（昭和50年）に「アメリカンスナックサンド」として中部地区で発売した。発売当初は「小倉あん」・「サラダ」・「ミックス」の3種類だった。類似品では山崎製パンのランチパックが長年人気を集め名が知られているが、スナックサンドは1975年に、ランチパックは1984年と、スナックサンドの方が先に販売を開始している。
- 「アンパンマン」シリーズ

1989年（平成元年）発売。テレビアニメ『それいけ!アンパンマン』とタイアップした子供向けの菓子パンシリーズで、「アンパンマンのあんぱん」などがある。
- 菓子パン（上述のシリーズ以外）

「黒コッペ」・「ぶどうぱん」などの定番商品がある。森の切り株（2010年（平成22年）発売）・マウントホイップケーキ（2010年（平成22年）発売）・やわらかくり～むぱん（2010年（平成22年）発売）など。
- 調理・惣菜パン（上述のシリーズ以外）

DELIサンド（2010年（平成22年）発売）

## 主な事業所
- 豊明工場（愛知県豊明市新田町井の花18[82]） - 1961年（昭和36年）9月操業開始[広報 5]。1977年（昭和52年）9月6日に食パンラインを中心とする改修を行い、生産能力を50％拡大すると同時に、従業員数を約30％削減可能な生産設備とした[83]。
- 西春工場 - 1966年（昭和41年）9月操業開始[広報 5]。
- 枚方工場（大阪府枚方市村野高見台1-40[82]） - 1964年（昭和39年）3月に開設[64]。
- （2代目）東京工場（埼玉県八潮市新町36[82]） - 埼玉県が造成した草加八潮工業団地に開設した[84]。敷地面積26,771m2[84]。
- 武蔵工場（埼玉県入間市狭山ケ原108-5[85]） - 1969年（昭和44年）5月操業開始[広報 5]。埼玉県が旧狭山飛行場跡地を開発して造成した武蔵工業団地に開設[86]。敷地面積40,790m2[87]。
- 横浜工場（神奈川県横浜市旭区上白根町673-2[88]） - 1970年（昭和45年）12月操業開始[広報 5]。
- 千葉工場 - 1988年（昭和63年）1月に「株式日立フジ」を吸収合併して開設[広報 5]。
- 熊本工場（熊本市楠野町1088[89]）
- 東北フジパン仙台工場 - 2011年（平成23年）10月1日本格稼動[広報 12]。

### 過去に存在した事業所
- 名古屋工場（愛知県名古屋市瑞穂区松園町1丁目50番地[90]）

1952年（昭和27年）9月30日に約3000坪の敷地に本社及び名古屋工場を移転する形で開設。
- （初代）東京工場（埼玉県草加市柿木町36[91]）
- 川崎工場（神奈川県川崎市昭和1-50[91]）

旧・昭和堂の工場。1963年（昭和38年）7月に開設した機械化製パン工場。
- 茅ヶ崎工場（神奈川県茅ヶ崎市今宿360[91]、旧・昭和堂茅ヶ崎工場[94]）

1965年（昭和40年）8月に昭和堂が増設した。
- 町田工場（東京都町田市）

1963年（昭和38年）7月に竹島パン町田工場として開設され、1968年（昭和43年）に買収して開設したが1970年（昭和45年）に神戸屋に売却した。

## グループ会社
- あけぼのパン株式会社（1959年（昭和34年）6月設立[74]、東京都小平市天神町1-64[44]）

1984年（昭和59年）9月5日に日魯漁業（現マルハニチロ）と業務提携し、当社が50％を出資した。
日魯漁業（現マルハニチロ）が「あけぼのフレッシュパン」として設立。連続製パン法を導入して製パン業に参入した。
1970年（昭和45年）8月7日にインストアベーカリー「オーロール」1号店の喜多見店をサミットストア内に開店し、1972年（昭和47年）10月に「オーロール」フランチャイズ店1号店を開店してフランチャイズチェーンの展開を始めた。1986年（昭和61年）7月にオーブンフレッシュベーカリー「パンコキール」の展開を始めた。
- イナベーカリー

ニチレイが米国でマクドナルド向けにパンズを供給しているイースト・ボルトと折半出資で1997年（平成9年）に設立。1998年（平成10年）1月に埼玉県伊奈町に工場を開設して、首都圏の日本マクドナルド向けのパンズ製造して供給。この工場の開設に伴って、当社千葉工場でのパンズの生産は縮小して、自社ブランドのロールパンや菓子パンの生産ラインに転換。
2015年（平成27年）4月1日に株式会社イーストボルトジャパンに社名変更し、2017年（平成29年）1月1日に買収して傘下に入れた。
- 株式会社九州フジパン

1986年（昭和61年）7月に池田製菓のパン販売子会社「株式会社イケダ」を買収。
- 株式会社中国フジパン

1980年（昭和55年）4月に「山陽フジパン株式会社」として設立。2006年（平成18年）5月1日に「四国フジパン株式会社」を吸収合併。
- 株式会社東北フジパン

2010年（平成22年）4月12日設立。
2011年（平成23年）10月1日に仙台工場が本格稼動
- タカラ食品株式会社

1964年（昭和39年）に旧・タカラ食品が一宮製パンとミクニ製パンと経営統合して新会社・タカラ食品工業として発足。1967年（昭和42年）に桜木パンと鵜飼パンを吸収合併した。
- 株式会社ナガイパン

1980年（昭和55年）1月に業務提携した。
1926年（大正15年）11月創業。1949年（昭和24年）3月設立。
- 株式会社富士エコー

日本マクドナルド向けに食材や包装資材の納入業務を行う会社として設立され、1979年（昭和54年）7月1日に営業開始した。
- 株式会社エフベーカリーコーポレーション

2000年（平成12年）2月に「株式会社西部エフビーエス」として設立。
- フジパンストアー株式会社

1966年（昭和41年）2月1日設立。インストアベーカリー。
- 九州フジパンストアー株式会社

1990年（平成2年）11月設立。
- 北越フジパンストアー株式会社

2004年（平成16年）11月に「東部フジパンストアー株式会社」を吸収合併。
2008年（平成20年） 6月10日設立。
- 株式会社ベーカリーシステム研究所（本社·東京）

1990年（平成2年）2月にフジパングループ12社の出資で設立。技術・運営の教育・研究、POSシステムとそのデータなどの提供、店舗開発及び店舗向け設備・システムの開発、販促支援、原材料の供給などベーカリーの経営に関する総合的な支援を事業としている。1992年（平成4年）6月に埼玉県桶川市に総合研修センターを開設した。
- 日本デリカフレッシュ（本社·東京[105]）

1993年（平成5年）10月設立。
2004年（平成16年）6月に「株式会社日本デリカーナ」を吸収合併。
コンビニ店向けサンドイッチ製造販売。
- 株式会社フジデリカ

1993年（平成5年）11月設立。
- （2代目）株式会社シルビア

2012年（平成24年）7月にフジパングループ本社100％出資で設立され、同年10月に事業開始。

### 過去のグループ会社
- 株式会社コモ

1984年（昭和59年）6月18日に富士カントリーのパネトーネ種の酵母によるロングライフ・パンのプロジェクトを発展させる形で設立。
2023年（令和5年）3月31日時点で、孫で舟橋正輝の喪主を務めた舟橋一輝が4.52％を保有し、同じ株数の船橋康太と共に筆頭株主、3位の富士エコーが4.32％、6位のフジパングループ本社が1.44％、7位の富士ビルが1.39％、10位のベーカリーシステム研究所が0.91％と大株主上位10名中6名を占める。
- フジパン販売株式会社

1959年（昭和34年）5月設立。1963年（昭和38年）11月に合併してフジパン株式会社となった。
- フジパン・オブ・ハワイ（本社・オアフ島南ベレトニアストリート2065[45]）

1985年（昭和60年）3月に本社・工場を開設。
- コモベーカリー香港

1986年（昭和61年）12月にフジパンが74%でハチソンが36%を出資して設立。
香港島のアバディーンにあった「パークンショップ」内に1号店(店舗面積約100m2)を開店した。
- 「アーノルド·フジ株式会社」

1969年（昭和44年）6月設立。1977年（昭和52年）4月に吸収合併。
- 日本サンシャイン（本社・名古屋市[70]、出資比率60％[107]）

ビスケットメーカーのフジタ製菓と共に富士製菓を設立され、1970年（昭和45年）6月に認可を得て当時米国第2位のビスケットメーカーのサンシャインと技術提携し富士製菓から日本サンシャインへ社名を変更した。そして、同年9月に愛知県丹羽郡大口町の大口工場で生産を開始し、同年10月に「ハイホークラッカー」を発売した。
1987年（昭和62年）2月に米国・サンシャインとの技術提携を解消して（初代）株式会社シルビアへ社名を変更し、2010年（平成22年）7月に富士エコーと合併して消滅した。
- 株式会社日本フーズデリカ

1993年（平成5年）11月設立。
2017年（平成29年）1月1日に吸収合併。
- 新日本製パン（大阪市城東区関目町3-1[109]）

白鳥三朝達が1951年（昭和26年）11月設立。1953年（昭和28年）8月に試作・販売を開始したが、同年11月に内紛で役員が総退陣した。
日本に於ける食パンラインの嚆矢とされる工場であった。
1969年（昭和44年）末に株式の70％を取得して資本提携して傘下に入れた。
- 瀬戸内製パン株式会社

1981年（昭和56年）1月29日に業務提携し、同年3月に委託生産を開始。1986年（昭和61年）1月に買収。
- トーヨ製パン

1964年（昭和39年）5月に西条市の製パン5業者が資本金820万円で「東予合同製パン」を設立し、1965年（昭和40年）7月27日に同市須之内に製パン工場を建設した。
1996年（平成8年）4月にハチキョーベーカリーと徳島中央製パンを合併して、「株式会社四国フジパン」となり、2006年（平成18年）5月1日に「中国フジパン株式会社」に吸収合併された。
- ハチキョーベーカリー

八幡浜市の製パン業者が一致団結して共同生産工場を設立することになり、1959年（昭和34年）2月に参加業者6者が決定。同年12月上旬に工場が竣工して、同月15日に一部業者が設備を持ち込んで操業開始。同月26日に「八幡浜パン製菓協同組合」が設立された。1966年（昭和41年）に規模拡大の為、工場を移転した。
1996年（平成8年）4月にトーヨ製パンや徳島中央製パンと合併して、「株式会社四国フジパン」となり、2006年（平成18年）5月1日に「中国フジパン株式会社」に吸収合併された。
- 徳島中央製パン（本社：徳島県徳島市国府町和田字五反田26[118]）

1953年（昭和28年）10月24日設立。資本金420万円。
1996年（平成8年）4月にトーヨ製パンやハチキョーベーカリーと合併して、「株式会社四国フジパン」となり、2006年（平成18年）5月1日に「中国フジパン株式会社」に吸収合併された。

## 歴代社長
- 舟橋甚重：1951年（昭和26年）[119] - 1965年（昭和40年）[119]
- 舟橋正輝：1965年（昭和40年）5月[120] - 1994年（平成6年）9月[120]
- 舟橋重明：舟橋正輝の長男[121]。1994年（平成6年）9月27日[122] - 1998年（平成10年）5月15日死去により退任[123]
- 舟橋正輝：1998年（平成10年）5月15日[120] - 2000年（平成12年）
- 安田智彦：舟橋正輝の娘婿[121]。2000年（平成12年）9月25日[121] - 2009年（平成21年）9月[広報 20]
- 安田智彦：2011年（平成21年）9月[広報 20] -

## 主な社会貢献活動

### エリザベス・アーノルド富士財団
米国・アーノルド・ベーカーズ・インコーポレイテッドのポール・アーノルド社長とエリザベス・アーノルド夫人から「私たち（夫妻には）後継者がいないから、技術提携のロイヤリティーは全て日本のパンの普及向上に使ってください」との申出があったことから、1967年（昭和42年）4月12日に名古屋市で設立された。
その為、米国・アーノルド・ベーカーズ・インコーポレイテッドは技術供与に関するロイヤリティーは事実上徴収せず、代わりにロイヤリティー相当する売上の3％を財団の基金として積み立てる形となった。
パン用国産小麦の品質改良・製パン技術の向上発展・製パン機械の改良・パンの消費喚起・奨学金による育英活動などを目的として、研究助成や講演会・講習会などの活動を続けている。

### 民話サービス
1981年（昭和56年）より、CSR活動の一環として、民話にまつわるサービスを行っている。

### 民話テレホンサービス
- 民話テレホンサービス「とんとむかし あったとさ」（1981年（昭和56年）7月[広報 23] - 2022年（令和4年）4月[広報 24]）、ウェブサイト「民話の部屋」（2000年（平成12年）10月 - 2022年（令和4年）5月末[広報 25]）のスポンサーとなっていた[広報 25]。卸売パン（一部を除く）のパッケージ裏面に記載された「民話が電話で聞けるヨ！」の電話番号に電話をかけると、テープ音声による民話の語りを聞くことができた[広報 25]。毎週月曜に更新され、ウェブサイトでは過去の音声作品に挿絵と文章を付け加えた形式で公開されている。
- 制作は東京テレホン放送[126]。1974年（昭和49年）6月から同社が単独でテレホンサービスを行っていたところ、元教師であった2代目フジパン社長・舟橋正輝の意向で、1981年（昭和56年）からフジパンが提供に付いた[広報 21][広報 26][127]。ナレーションは、サービス開始時から2003年（平成15年）までは井上瑶が務め[128]、井上の逝去後の2004年（平成16年）からは2代目として平辻朝子が担当している[129]。
- ほとんどが日本の民話であり、約5分 - 10分間にまとめられている。最後まで民話を聞くと「フジパンの一口メモ」として、パンに関するトリビアが聞ける。回によっては「フジパンからのお願い」として、電話で聞いた民話を友達などに話してほしいというアナウンスが流れていた。[独自研究?]
- 下記『むかしばなしのおへや』の提供開始と同時に、当テレホンサービスを2022年（令和4年）5月末に終了することが公表された[広報 25]。テレホンサービス終了にあわせて、Webサイト「民話の部屋」はフジパン公式サイト内から東京テレホン放送の運営する新サイトへ移転し[広報 26][広報 27]が、2022年6月以降も毎週更新されている[広報 24]。

#### 昔話動画サービス
BS-TBSで2020年（令和2年）6月よりノンスポンサーで放送されていた昔話アニメーション番組『むかしばなしのおへや 〜伝えたい日本昔話〜』は、2021年（令和3年）10月25日よりフジパンが単独スポンサーとなり主題歌や番組構成を一新するとともに、YouTubeで公開されていた本編動画が、フジパン公式サイトからもリンク公開されるようになった。

### 少年サッカー
小学生の少年サッカークラブチームを対象に、日本全国9地区で年に1回「フジパンCUP」大会を行っている。
- 全道U-12サッカー大会（北海道地区大会）[要出典]
- 東北少年サッカー選手権大会（東北地区大会）[要出典]
- 関東少年サッカー大会（関東地区大会）※山梨県を含む[要出典]
- ユースU-12サッカー大会（東海地区大会、女子チームのトーナメント大会も開催）※静岡県・三重県を含む[要出典]
- 北信越U-12サッカー選手権大会（北信越地区大会）※福井県・石川県・富山県・新潟県・長野県[要出典]
- 関西小学生サッカー大会（関西地区大会）※三重県を除く[要出典]
- 中国少年サッカー大会（中国地区大会）[要出典]
- 四国U-12サッカー大会（四国地区大会）[要出典]
- 九州ジュニア（U-12）サッカー大会（九州地区大会）※沖縄県を含む[要出典]

## 販売促進関係
最初の頃は「山は富士山日本一、パンならフジパン日本一」というキャッチフレーズで、テレビ・ラジオで宣伝していた。

### フジパン・ロボット館
鉄骨にキャンバス張りで昆虫をかたどった地上2階建て・高さ11mの変形のドームで、中央にミラーボールを取り付けた高さ35mのテーマ塔があった。
館内は、「ロボットの森」・「ロボットの街」・「ロボットの広場」の3つに分かれており、歌・踊り・奇術などを披露するショーをするロボットや食事や新聞を読むなどほぼ人間並みの動きを見せるロボットなど合計35体のロボットが登場するパビリオンだった。
1970年（昭和45年）の大阪万博で子供たちの人気を集めたパビリオンで、ロボットレストランも併設されていた。
1970年（昭和45年）9月13日に愛知県に寄付され、1971年（昭和46年）に愛知青少年公園の児童遊園地に移築された。この移築の際に、屋根をキャンバス張りから恒久的な構造に変更された。老朽化のため1993年に解体された。
解体後、同館にあった手塚治虫が原作のロボットは、愛知県児童総合センター内の「ロボットシアター」に移設され、30分毎に演奏を披露している。

### 歴代CM出演タレント
- 森七菜（スナックサンド[139]、ネオバターロール[広報 28]）
- 綾瀬はるか（本仕込、2023年7月 - ）[広報 29]